# Tháng mười một
Tháng mười một là tháng thứ mười một theo lịch Gregorius, với 30 ngày.
Trong tiếng Việt dân dã, tháng mười một trong âm lịch còn được gọi là tháng một, khi đó tháng một âm lịch được gọi là tháng giêng.

## Những sự kiện trong tháng 11
- 01 tháng 11 – Ngày lễ Các Thánh (All Saints' Day)
- 01 tháng 11 - Đảo chính Việt Nam Cộng hòa 1963
- 02 tháng 11 – Ngày lễ Các đẳng Linh hồn (All Souls' Day)
- 06 tháng 11 – Ngày Quốc tế Phòng khai thác môi trường trong Chiến tranh và xung đột vũ trang (International Day for Preventing the Exploitation of the Environment in War and Armed Conflict)
- 12 tháng 11 – Ngày truyền thống công nhân Mỏ Việt Nam
- 14 tháng 11 – Ngày Bệnh dư đường Thế giới (World Diabetes Day)
- 16 tháng 11 – Ngày Khoan dung Quốc tế (International Day of Tolerance)
- 18 tháng 11 - Ngày thành lập Mặt trận dân tộc thống nhất Việt Nam
- 19 tháng 11 – Ngày Quốc tế Nam giới (International Men's Day)
- Chủ nhật thứ ba của tháng 11 – Ngày Thế giới tưởng niệm nạn nhân giao thông đường bộ (World Day of Remembrance for Road Traffic Victims)
- 20 tháng 11 – Ngày Thiếu nhi Thế giới (Universal Children's Day), và Ngày Công nghiệp hóa châu Phi (Africa Industrialization Day)
- 20 tháng 11 – Ngày Nhà giáo Việt Nam
- 21 tháng 11 – Ngày Truyền hình Thế giới (World Television Day)
- 23 tháng 11 - Ngày Nam Kỳ khởi nghĩa
- 25 tháng 11 – Ngày Quốc tế xóa bỏ Bạo lực đối với Phụ nữ (International Day for the Elimination of Violence against Women)

## Những ngày kỷ niệm
- 18 tháng 11 – Kỷ niệm ngày thành lập mặt trận thống nhất dân tộc Việt Nam hay còn gọi là ngày Đại đoàn kết.
- 23 tháng 11 – Kỷ niệm ngày thành lập Hiệp hội Điều Việt Nam (Vietnam Cashew Association - VINACAS), 23 tháng 11 năm 1990.

tháng một |
tháng hai |
tháng ba |
tháng tư |
tháng năm |
tháng sáu |
tháng bảy |
tháng tám |
tháng chín |
tháng mười |
tháng mười một |
tháng mười hai